# 李颉伯

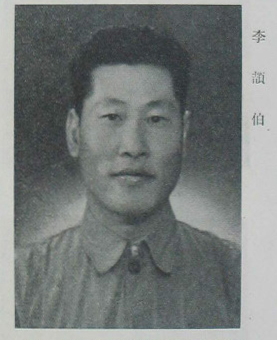
李頡伯近照

李颉伯（1911年2月—1987年10月17日），曾用名李仲章，直隶丰润人，中国共产党及中华人民共和国官员，中国共产党第八届中央委员会候补委员，中共中央顾问委员会委员。

## 生平
李颉伯于1932年参加中国共产党领导的革命，同年12月加入中国共产党。1932年任中共丰润县工委书记，唐山工会联合会秘书长。1934年6月任中共唐山工会联合会党团书记。1935年任华北铁路总工会筹备委员。1936年任中共中央北方局铁路工作委员会委员。并参与一二·九运动。
抗日战争全面爆发后，1937年11月在山西任中共曲沃特委委员、组织部部长。1937年12月任中共乡吉特委组织部部长（1938年2月至5月兼任中共稷山县委书记、山西省牺盟会中心区武装部部长）。1938年10月进入延安马列学院学习。1939年起，历任中共中央职工运动委员会委员、秘书长、代理书记，中央民委委员兼中央军委军事工业局副局长。1947年初，国民党军队重点进攻山东及陕北，陕甘宁边区政府发布命令，任命贾拓夫为工业局局长，吴生秀、李颉伯、刘子谟为副局长。同年9月12日陕甘宁边区工业局同晋绥军区后勤部工业部合并，李颉伯、蒋崇璟任晋绥军区后勤部工业部部长。1948年任中共中央职工运动委员会委员、秘书长，中华全国总工会执委会委员、秘书长、党组成员，天津市总工会主任。
中华人民共和国成立后，1953年5月至1957年12月任中华全国总工会执委会书记处书记、主席团委员、党组委员（1955年4月起）。1954年6月任中国铁路工会全国委员会主席。1955年1月至1956年12月任中共中央书记处第四办公室副主任。1955年4月至1958年3月任中共中央国际活动指导委员会委员。1957年2月至1962年任中共中央办公厅副主任。1958年8月至1962年12月任中华全国总工会副主席、党组常务副书记（1959年4月起）。1959年4月当选为第三届全国政协常务委员。1960年1月任国务院业余教育委员会副主任。1962年7月任中共唐山地委书记。1964年1月至1966年12月任中共河北省委书记处书记。文化大革命期间受到迫害。文革结束后，1978年8月至1982年4月任中华人民共和国铁道部副部长、党组副书记（1979年8月起）。1984年3月按正部长级待遇。他是中国人民政治协商会议第一届全体会议代表，第一、二届全国人大代表，第三届全国政协常务委员，第四、五届全国政协委员，中共七大候补代表，中共八大代表，中共第八届（二次）中央候补委员，1982年中共十二大当选为中共中央顾问委员会委员。
1987年10月17日，李颉伯在北京病逝，享年76岁。10月24日，遗体告别仪式在八宝山革命公墓礼堂举行。遵照其生前遗嘱，丧事从简，不开追悼会，骨灰不进八宝山革命公墓，撒入大海。